# Guy Besse (philosophe)
Pour les articles homonymes, voir Guy Besse et Besse.
Guy Besse, né le 25 novembre 1919 au Buisson-de-Cadouin (Dordogne) et mort le 16 février 2004 à Arradon (Morbihan), est un résistant, philosophe et homme politique français, membre de la direction du Parti communiste français.

## Biographie
Issu d'une famille modeste engagée à gauche, dont le père est cheminot et la mère couturière, Guy Besse suit de brillantes études : il est notamment l'élève de Louis Lavelle en classes préparatoires. Contraint de prendre un emploi de surveillant pour financer ses études, il est « premier collé » au concours d'entrée de normale sup en 1941. Il poursuit cependant ses études jusqu'à la licence de philosophie.
Pendant ses années d'études, il s'engage dans la résistance lyonnaise. Il est responsable de la branche « étudiants » du Front national sous le pseudonyme de César, et adhère aux Jeunesses communistes. Il occupe ensuite le poste de secrétaire national de l'Union des étudiants communistes en 1944 et 1945.
Marié en 1947 à Annie Kriegel, il divorce en 1954. Il épouse l'année suivante la sculptrice Monique Arradon.
À partir de 1947, il est un des jeunes intellectuels qui, comme Jean Kanapa, Pierre Daix ou Victor Leduc, apportent leur concours à Laurent Casanova dans le travail idéologique du PCF. Il intervient notamment beaucoup sur la question de l'école, et fait partie, en 1951, des fondateurs de la revue communiste L'école et la nation. 
Directeur des Éditions sociales de 1955 à 1969, il entre en 1956 au Comité central du PCF et devient, en 1958, directeur de La Nouvelle Critique en remplacement de Kanapa. Intellectuel « de référence » du PCF, comme Roger Garaudy, il entre en 1967, au Bureau politique de cette organisation.
En mars 1970, il remplace Roger Garaudy à la direction du Centre d’études et de recherches marxistes, fonction qu'il occupe jusqu'en 1979, année où il quitte aussi le bureau politique.
Il se retire des instances dirigeantes du PCF en février 1985.

### Carrière universitaire
Professeur agrégé de philosophie en 1945, il enseigne à Saint-Étienne, puis à Bourges puis, à partir de 1947, à l'École normale d'Instituteurs d'Auteuil où il fait une bonne partie de sa carrière. Il enseigne ensuite à l’université de Caen, à la Sorbonne et il exerce au CNRS (unité mixte de recherche Langue et Littérature françaises des 17e et 18e siècles). Spécialiste des Lumières, il centre alors ses travaux de recherche sur l’œuvre de Jean-Jacques Rousseau et sur le 18e siècle en général (Claude-Adrien Helvétius, le rationalisme...), mais aussi sur la morale. Dans la revue "XVIIIe siècle", Raymond Trousson rend ainsi compte de son livre «Jean-Jacques Rousseau. L'apprentissage de l'humanité (1988)»:

« On lira avec le plus grand profit ce livre solidement informé mais à l’érudition discrète, serein et sans parti pris, qui fait justice, chemin faisant, de bien des préjugés qui traînent encore dans la critique rousseauiste - un livre d’humaniste. »

## Ouvrages
- Principes fondamentaux de philosophie, avec Georges Politzer et Maurice Caveing, Éditions sociales, 1954
- Helvétius. De l'Esprit, introduction et notes par Guy Besse, Éditions sociales, 1959
- Pratique sociale et théorie, Éditions sociales, 1963
- La morale selon Kant et selon Marx, Centre d'études et de recherches marxistes, s.d.
- Lénine: la philosophie et la culture, avec Jacques Milhau et Michel Simon, Éditions sociales, 1971
- Problèmes de la révolution socialiste en France: Semaine de la pensée marxiste (22-29 avril 1971), avec Gérard de Bernis et François Billoux, Éditions sociales, 1971
- Jean-Jacques Rousseau, l'apprentissage de l'humanité, Éditions sociales, 1988
- La philosophie des Lumières, Éditions sociales, 1990

## Décorations
- Chevalier de la Légion d'honneur en 1996[6]
- Médaille de la Résistance française (31 mars 1947)[7]